# Заряден картуз
Заряден картуз е специална обвивка за артилерийски боеприпаси.
Направена е от сурова коприна, тежка хартия и/или от хартия на основата на памук, лен, коприна и т.н. Използват се и текстилни ацетилцелулозни торби или направени от друга тъкан. Обикновено е с цилиндрична форма, в която е разположен метателният заряд за артилерийски и минометни изстрели.
Използването на зарядния картуз позволява предварителното окомплектоване на артилерийските изстрели и по този начин се повишава скорострелността на артилерията като цяло. Артилерийския боеприпас, в който се използва се нарича разделно-картузен артилерийски изстрел, процеса на зареждане на съответното оръдие – разделно или картузно зареждане, а самото артилерийско оръдие – картузно.
Зарядният картуз се използва от XVII век.
В Руската империя е въведен при Петър I  и първоначално се е изготвял от хартия, конопена, ленена или вълнена тъкан. Към началото на XX век се приготвял изключително от копринена тъкан, поради нейната устойчивост на молци, неразтягането ѝ от тежестта на заряда и липсата на тлеещи остатъци след изстрел, които са изключително опасни за преждевременен изстрел в процеса на следващото зареждане.
Текстилни картузи с барут се използвали и при минометите, в частност 120 мм полков миномет обр. 1938 г. Те се закрепвали на опашката на мината, за да усилят нейния заряд и съответно далекобойност.